# Craig Hodges
Craig Anthony Hodges (Park Forest, 27 giugno 1960) è un ex cestista e allenatore di pallacanestro statunitense, professionista nella NBA e in Europa.

## Carriera
Prima di intraprendere la carriera fra i professionisti, Hodges frequentò la California State University. Al draft NBA 1982 fu chiamato al terzo giro dai San Diego Clippers con i quali, per via dello scarso livello della squadra, poté mettere in mostra le sue discrete doti di guardia classica, dotato di un tiro da 3 punti stratosferico ma poco addetto agli altri aspetti del gioco.
Nel 1984 passò ai Milwaukee Bucks, squadra solidissima, che nei suoi tre anni e mezzo di permanenza, durante i quali Hodges mantenne sempre una media superiore ai 10 punti a partita, raggiunse due semifinali ed una finale della Eastern Conference. A metà della stagione 1987-88 venne ceduto ai Phoenix Suns, e lo stesso accadde l'anno dopo, andando a finire nei Chicago Bulls.
Nella squadra guidata dal duo Jordan-Pippen, coronò la sua carriera con il doppio titolo NBA (1991 e 1992). Dopo il titolo del 1992, scaduto il suo contratto che lo legava ai Chicago Bulls, non riuscì a ottenere un nuovo contratto per nessuna squadra NBA. Per un giocatore ancora trentaduenne e specialista nel tiro da tre (è stato anche il migliore della lega nelle percentuali al tiro dietro l'arco per due volte), un fenomeno abbastanza strano. Il motivo era stato una dichiarazione resa dopo gara-2 delle finali del 1992 durante la quale Craig Hodges (sensibile alla causa del razzismo nei confronti degli afro-americani) criticò Michael Jordan per non aver preso posizione riguardo alla recente rivolta di Los Angeles, seguita all'assoluzione dei poliziotti del caso Rodney King.
Nel 1993 decise quindi di accettare un'offerta della Clear Cantù. Hodges giocò 8 partite, mantenendo una media di 20,9 punti a partita e dando una prova delle sue doti di tiro (quasi 4 triple a partita, di cui ben 7 in un singolo incontro, con una percentuale del 54,6% dalla distanza).
Ritiratosi definitivamente come giocatore, ha intrapreso la carriera di allenatore prima al college e poi ai Los Angeles Lakers come vice.
La sua vendutissima autobiografia, esce anche in Italia per Bradipolibri nel dicembre 2020, "Io Craig Hodges, attivista nero e campione Nba".

## Vittorie
Semplice comprimario nel corso del campionato, Craig Hodges è invece stato protagonista all'NBA Three-point Shootout (la gara del tiro da tre punti), nella quale ha collezionato record e successi. Ha vinto la competizione per tre anni di fila (1990, 1991 e 1992), eguagliando il precedente primato di Larry Bird; è il detentore dei record per il maggior numero di punti segnati in un turno (25 nel 1986) e per il maggior numero di canestri consecutivi realizzati (19, per un totale di 24 punti, nel 1991).

## Statistiche

### NBA
| † | Denota una stagione dove ha vinto il titolo NBA |
| * | Primo nella lega                                |

#### Regular Season
| Anno       | Squadra            | PG  | PT  | MP   | TC%  | 3P%   | TL%  | RP  | AP  | PRP | SP  | PP   |
| ---------- | ------------------ | --- | --- | ---- | ---- | ----- | ---- | --- | --- | --- | --- | ---- |
| 1982-1983  | San Diego Clippers | 76  | 48  | 26,6 | 45,2 | 22,2  | 72,3 | 1,6 | 3,6 | 1,1 | 0,1 | 9,9  |
| 1983-1984  | San Diego Clippers | 76  | 28  | 20,7 | 45,0 | 21,7  | 75,0 | 1,1 | 1,5 | 0,8 | 0,0 | 7,8  |
| 1984-1985  | Milwaukee Bucks    | 82  | 63  | 30,4 | 49,0 | 34,8  | 81,5 | 2,3 | 4,3 | 1,2 | 0,0 | 10,6 |
| 1985-1986  | Milwaukee Bucks    | 66  | 66  | 26,3 | 50,0 | 45,1* | 87,2 | 1,8 | 3,5 | 1,1 | 0,0 | 10,8 |
| 1986-1987  | Milwaukee Bucks    | 78  | 43  | 27,5 | 46,2 | 37,3  | 89,1 | 1,8 | 3,1 | 1,0 | 0,1 | 10,8 |
| 1987-1988  | Milwaukee Bucks    | 43  | 0   | 22,9 | 44,9 | 46,6  | 82,1 | 1,1 | 2,5 | 0,7 | 0,0 | 9,2  |
| 1987-1988  | Phoenix Suns       | 23  | 0   | 20,1 | 48,9 | 54,4* | 84,4 | 1,4 | 1,9 | 0,7 | 0,1 | 10,1 |
| 1988-1989  | Phoenix Suns       | 10  | 0   | 9,2  | 44,4 | 33,3  | 75,0 | 0,5 | 0,8 | 0,2 | 0,0 | 3,9  |
| 1988-1989  | Chicago Bulls      | 49  | 6   | 22,7 | 47,5 | 42,3  | 84,9 | 1,7 | 2,8 | 0,8 | 0,1 | 10,0 |
| 1989-1990  | Chicago Bulls      | 63  | 0   | 16,7 | 43,8 | 48,1  | 90,9 | 0,8 | 1,7 | 0,5 | 0,0 | 6,5  |
| 1990-1991† | Chicago Bulls      | 73  | 0   | 11,5 | 42,4 | 38,3  | 96,3 | 0,6 | 1,3 | 0,5 | 0,0 | 5,0  |
| 1991-1992† | Chicago Bulls      | 56  | 2   | 9,9  | 38,4 | 37,5  | 94,1 | 0,4 | 1,0 | 0,3 | 0,0 | 4,3  |
| Carriera   | Carriera           | 695 | 256 | 21,7 | 46,1 | 40,0  | 82,8 | 1,3 | 2,5 | 0,8 | 0,0 | 8,5  |

#### Playoffs
| Anno     | Squadra         | PG  | PT | MP   | TC%  | 3P%  | TL%  | RP  | AP  | PRP | SP  | PP   |
| -------- | --------------- | --- | -- | ---- | ---- | ---- | ---- | --- | --- | --- | --- | ---- |
| 1985     | Milwaukee Bucks | 8   | 8  | 27,0 | 36,4 | 17,4 | 80,0 | 1,6 | 3,3 | 1,5 | 0,1 | 8,0  |
| 1986     | Milwaukee Bucks | 14  | 14 | 32,9 | 51,0 | 45,2 | 79,4 | 1,8 | 4,5 | 2,3 | 0,1 | 13,5 |
| 1987     | Milwaukee Bucks | 12  | 0  | 18,8 | 51,9 | 29,4 | 90,9 | 1,8 | 1,7 | 0,8 | 0,2 | 7,9  |
| 1989     | Chicago Bulls   | 17  | 17 | 32,6 | 41,2 | 39,8 | 71,4 | 1,5 | 3,6 | 1,3 | 0,2 | 11,2 |
| 1990     | Chicago Bulls   | 16  | 1  | 15,9 | 37,8 | 29,3 | 75,0 | 1,1 | 1,1 | 0,3 | 0,0 | 4,4  |
| 1991†    | Chicago Bulls   | 17  | 0  | 12,3 | 42,3 | 39,3 | 75,0 | 0,2 | 0,6 | 0,6 | 0,0 | 4,7  |
| 1992†    | Chicago Bulls   | 17  | 0  | 8,1  | 39,0 | 45,0 | 50,0 | 0,2 | 0,3 | 0,3 | 0,0 | 2,5  |
| Carriera | Carriera        | 101 | 40 | 20,4 | 43,6 | 36,3 | 78,4 | 1,1 | 2,0 | 0,9 | 0,1 | 7,2  |

## Palmarès

### Giocatore
- Campionato NBA: 2

Chicago Bulls: 1991, 1992
- 2 volte miglior tiratore da tre punti in stagione NBA: 1985-1986, 1987-1988
- Vincitore della gara da tre punti: (1990, 1991, 1992) (record condiviso con Larry Bird)